# A Question of Time
«A Question of Time» (en español, Una cuestión de tiempo) es el décimo séptimo disco sencillo del grupo inglés de música electrónica Depeche Mode, el tercero desprendido de su álbum Black Celebration, lanzado en 7 y en 12 pulgadas en 1986.
"A Question of Time" es una canción compuesta por Martin Gore que aún conserva elementos del sonido industrial de sus dos anteriores discos, pero en este caso fue el único tema del álbum que sonaba como tal. La versión Remix, la presentada como sencillo, va a un tempo levemente más rápido que la que aparece en el álbum Black Celebration.
Como lado B apareció una versión en vivo de la canción Black Celebration, la cual dio título al álbum y es uno de los más exitosos temas de Depeche Mode que sin embargo no se lanzó como lado A en disco sencillo.
El precedente sencillo del mismo álbum curiosamente se llama "A Question of Lust", pero ambas canciones son diametralmente distintas.

## Descripción
Es un tema que conserva mucho del espíritu de música industrial que caracterizara a los álbumes inmediatamente anteriores con sus sonidos fuertes y un tanto maquinales, aunque a un ritmo muy rápido, lo cual recordaba canciones como More Than A Party, Told You So y Something to Do con una melodía también muy vertiginosa. Sin embargo A Question of Time presentó una letra más adulta, casi literalmente, pues es la voz de un padre dirigida a su hija, quien se pueda convertir en sujeto de pasiones de hombres como él mismo.
Así, A Question of Time tiene un sonido de desesperación, en letra y aún en música, pues es sólo un canto de preocupación a lo que pueda sucederle a las chicas, siempre expuestas por su belleza y sobre todo por su juventud, clamando todo el tiempo que es Una Cuestión de Tiempo.
Ciertamente es el tema con más sonido industrial por la dureza de varios de sus sonidos, aunque en su caso un industrial un poco suavizado debido a las notaciones más agudas por las que se optó en este álbum, sin embargo se volvería fundamental y a la postre uno de los temas más duraderos del disco.
La mayoría de sus sonidos sintéticos son sostenidos, desde que comienza y durante los puentes, prestándole una muy particular resonancia dura, por ello que no sea plenamente industrial como aquellos anteriores más que en apariencia, mientras alcanza un ritmo en verdad trepidante en su canto de ansiedad y algo de resignación al concluirla con unos gritos de “sería mejor, sería mejor contigo”, con lo cual llega al dramatismo implícito en varios de los temas del álbum Black Celebration.

## Formatos
En disco de vinilo
7 pulgadas Mute7 Bong12  A Question of Time - Remix
| Lado A |                              |          |  |
| N.º    | Título                       | Duración |  |
| 1.     | «A Question of Time» (Remix) | 4:05     |  |

| N.º | Título                                                  | Duración |  |
| 1.  | «Lado B» (en vivo en Birmingham el 10 de abril de 1986) | 5:56     |  |

12 pulgadas Mute 12 Bong12  A Question of Time - Extended Remix
| Lado A |                                       |          |  |
| N.º    | Título                                | Duración |  |
| 1.     | «A Question of Time» (Extended Remix) | 6:31     |  |

| Lado B |                                                                    |          |  |
| N.º    | Título                                                             | Duración |  |
| 1.     | «Black Celebration» (en vivo en Birmingham el 10 de abril de 1986) | 6:06     |  |
| 2.     | «Something to Do» (en vivo en Birmingham el 10 de abril de 1986)   | 3:56     |  |
| 3.     | «Stripped» (en vivo en Birmingham el 10 de abril de 1986)          | 6:26     |  |

12 pulgadas Mute L12 Bong12  A Question of Time
| Lado A |                                     |          |  |
| N.º    | Título                              | Duración |  |
| 1.     | «A Question of Time» (New Town Mix) | 6:50     |  |
| 2.     | «A Question of Time» (Live Remix)   | 4:21     |  |

| Lado B |                                       |          |  |
| N.º    | Título                                | Duración |  |
| 1.     | «Black Celebration» (Black Tulip Mix) | 6:36     |  |
| 2.     | «More Than a Party» (Live Remix)      | 5:12     |  |

12 pulgadas Sire 20530  A Question of Time – A Question of Lust
| Este lado |                                                                    |          |  |
| N.º       | Título                                                             | Duración |  |
| 1.        | «A Question of Lust» (Extended Remix)                              | 6:47     |  |
| 2.        | «Black Celebration» (en vivo en Birmingham el 10 de abril de 1986) | 6:05     |  |

| Otro lado |                                                                  |          |  |
| N.º       | Título                                                           | Duración |  |
| 1.        | «A Question of Time» (Extended Remix)                            | 6:38     |  |
| 2.        | «Something to Do» (en vivo en Birmingham el 10 de abril de 1986) | 3:50     |  |

En CD
CD 1988
| Mute Intercord 826 850 A Question of Time |                                                                    |          |  |
| N.º                                       | Título                                                             | Duración |  |
| 1.                                        | «A Question of Time» (Extended Remix)                              | 6:41     |  |
| 2.                                        | «Stripped» (en vivo en Birmingham el 10 de abril de 1986)          | 6:24     |  |
| 3.                                        | «Black Celebration» (en vivo en Birmingham el 10 de abril de 1986) | 6:05     |  |
| 4.                                        | «Something to Do» (en vivo en Birmingham el 10 de abril de 1986)   | 3:52     |  |
| 5.                                        | «A Question of Time» (Remix)                                       | 4:06     |  |

CD 1991
Para la colección The Singles Boxes 1-3 de ese año.
| Mute CDBong12 A Question of Time |                                                                     |          |  |
| N.º                              | Título                                                              | Duración |  |
| 1.                               | «A Question of Time» (Remix)                                        | 4:05     |  |
| 2.                               | «Black Celebration» (en vivo en Birmingham el 10 de abril de 1986)  | 6:05     |  |
| 3.                               | «Something to Do» (en vivo en Birmingham el 10 de abril de 1986)    | 3:50     |  |
| 4.                               | «Stripped» (en vivo en Birmingham el 10 de abril de 1986)           | 6:23     |  |
| 5.                               | «More Than a Party» (en vivo en Birmingham el 10 de abril de 1986)  | 5:07     |  |
| 6.                               | «A Question of Time» (en vivo en Birmingham el 10 de abril de 1986) | 6:39     |  |
| 7.                               | «Black Celebration» (Black Tulip Mix)                               | 6:34     |  |
| 8.                               | «A Question of Time» (New Town Mix / Live Remix)                    | 11:08    |  |

## Vídeo promocional
A Question of Time fue el primer video de Depeche Mode dirigido por Anton Corbijn, lo cual significó el inicio de una larga relación artístico/laboral entre éste y el grupo.
El vídeo fue un experimento de Corbijn por hacer una road movie, o película de carretera, algo que tenía en mente de tiempo atrás y decidió que la desesperada letra de DM era la adecuada para concretar un cortometraje en forma de road movie, mostrando un concepto básico y simplista como se volvería su estilo.
En este se ve a un hombre de cierta edad tomar una moto, en la cual debe recoger a un bebé recorriendo parajes desérticos de los Estados Unidos, hasta que llega con los miembros de DM y les entrega al pequeño.
El vídeo está hecho totalmente en blanco y negro, como también es conocida predilección del realizador, y se volvería célebre por lo sencillo de sus ideas y concepto, lo cual haría a Corbijn el director casi único de DM durante algún tiempo.
El video aparece en la colección de 1988 Strange, que de hecho une varios temas de DM formando la buscada road movie. Se incluyó también en la colección The Videos 86>98 de 1998, en The Best of Depeche Mode Volume 1 de 2006 y en Video Singles Collection de 2016.

## En directo
El tema fue interpretado desde el correspondiente Black Celebration Tour y se volvería muy frecuente en giras de DM, pues fue reincorporado durante el Tour for the Masses , el World Violation Tour y después en el Exotic Tour así como en las giras The Singles Tour, Touring the Angel, Tour of the Universe y Delta Machine Tour como tema rotativo y en algunas fechas del Global Spirit Tour.
La interpretación, casi desde que se publicó, se hizo electroacústica, pues ya desde 1993 Martin Gore llevó a cabo su parte con guitarra eléctrica y Alan Wilder en la batería y, como todos los temas de DM, posteriormente se sustituye el efecto electrónico de percusión por la batería acústica de Christian Eigner, sin muchos cambios en su melodía básica, de hecho el efecto sostenido de entrada siempre se ha conservado y su duración es casi siempre la misma.